# Исторически музей (Асеновград)
Историческият музей в Асеновград отваря врати на 9 септември 1955 г.
Той е наследник на музейната сбирка създадена от археологическо дружество „Сварог“ (1926) в сградата на гимназията. От 1971 г. музеят се намира в сградата на бившия Военен клуб в центъра на града, строена през 1895 г. и специално ремонтирана за нуждите на музея.
В музейната експозиция на площ от 200 кв. м в три зали и 3 отдела са експонирани 1000 музейни единици.
В музея са изложени експонати, проследяващи историята на региона от древни времена до наши дни. Експозициите са разделени в четири основни отдела: Археология, Етнография, История XV-XIX век и Нова и най-нова история.